# Stanisław Kulaszewicz
Stanisław Maciej Kulaszewicz (ur. 1927 w Słobodzie Żośniańskiej, zm. 15 marca 2025) – polski fizyk, doktor habilitowany, profesor PB, prodziekan WM PB (1971–1975), prorektor PB (1987–1990).

## Życiorys
W 1971 r. doktoryzował się, w 1984 r. otrzymał habilitację za pracę pt. Badania własności cienkich warstw tlenków cyny i indu w zależności od rodzaju technologii oraz domieszek i reduktorów. W 1990 r. uzyskał tytuł profesora nadzwyczajnego. Był zatrudniony w Instytucie Matematyki i Fizyki Politechniki Białostockiej.